# Steve Long
Steve Long est un scénariste, réalisateur, producteur de télévision et acteur américain né le 20 mars 1972 dans le Queens, New York.

## Filmographie partielle
En tant que scénariste
- 2001 : Le Journal intime d'un homme marié (saison 1)
- 2004 : Starsky et Hutch de Todd Phillips
- 2008 : Strictly Sexual de Joel Viertel
- 2009 : Pornstar de Steve Long
- 2009 : Sons of Anarchy (saison 2)

En tant que réalisateur
- 2009 : Pornstar
- 2014 : Beautiful Girl

En tant que producteur
- 2001 : Le Journal intime d'un homme marié (saison 1)
- 2009 : Pornstar

En tant qu'acteur
- 2008 : Sons of Anarchy (saison 1) : Long John
- 2008 : Strictly Sexual de Joel Viertel : Stanny
- 2009 : Pornstar : Jack